# 하원 (조선)
하원(河源, 1451년~1518년)은 조선시대의 무신이다. 사육신의 한사람인 하위지의 조카이자 양자이며 생부는 하위지의 동생 하소지였다. 처음 이름은 귀동(龜童)이고, 자는 자청(子淸)이다. 뒤에 이름을 원으로 개명하고 아들과 함께 처형당한 삼촌 하위지의 양자가 되어 대를 이었다. 본관은 진주
단종복위사건으로 할아버지와 아버지, 삼촌 하위지 등이 처형당할 당시 미성년자이므로 죽음은 면하였다. 뒤에 외가가 있는 경상북도 봉화군으로 피신하였다가 경상북도 안동에 정착하였다. 안동은 그의 장인 권개(權玠)의 고향이었다. 관직은 전력부위를 역임했다.

## 가족
뒤에 석방되고 숙부 하위지의 양자가 되어 대를 이었다.
- 양 아버지: 하위지
- 아버지: 하소지

## 같이 보기
- 사육신
- 하위지